# Bad News Brown
Allen James Coage, maggiormente noto con i ring name Bad News Brown e Bad News Allen (New York, 22 ottobre 1943 – Calgary, 6 marzo 2007), è stato un judoka e wrestler statunitense, celebre, oltre che come lottatore, anche come vincitore della medaglia di bronzo nel judo alle Olimpiadi del 1976, nella categoria pesi massimi. A tutt'oggi è l'unico atleta statunitense dei pesi massimi ad aver vinto la medaglia di bronzo nel judo nel corso di una Olimpiade.

## Carriera

### Judo e inizi nel wrestling
Prima di iniziare la sua carriera di wrestler, Coage si allenò nel judo per quasi due decenni, sotto la guida del rinomato istruttore Yoshisada Yonezuka, militando anche nella squadra olimpica statunitense ai giochi olimpici di Montréal. Continuò poi il suo addestramento in Giappone con altri vari maestri di judo. Dopo la conquista della medaglia di bronzo, Coage cercò di aprire la propria scuola di judo. Successivamente, decise di tentare la carriera di wrestler, iniziando ad allenarsi insieme a Antonio Inoki circa nel 1978.

### Varie federazioni (1977-1988)
Dopo un breve periodo passato nella New Japan Pro-Wrestling e nell'allora World Wide Wrestling Federation, Bad News Allen lottò stabilmente nella Stampede Wrestling di Stu Hart, con sede a Calgary. Allen rimase con la Stampede dal 1982 al 1988, scontrandosi in match con wrestler come Dynamite Kid e Bret Hart. Ai tempi spesso si autodefiniva nelle interviste "The Ultimate Warrior", nome che sarebbe stato in seguito utilizzato con maggiore fortuna da Jim Hellwig.

### World Wrestling Federation (1988-1990)
Allen fece ritorno alla World Wrestling Federation all'inizio del 1988 con l'identità di Bad News Brown, un duro proveniente dal quartiere di Harlem, e fu proprio durante questo periodo che ottenne i maggiori successi in carriera in termini di popolarità. Mentre il roster della federazione era pieno di face ultra virtuosi e mostruosi malvagi heel, Bad News Brown era un personaggio completamente differente che si distaccava dalla massa. Anche se era un cosiddetto "cattivo", non era un codardo dedito alle scorrettezze, bensì un combattente solitario che lottava per sé stesso fino all'ultimo respiro. Se gli altri heel spesso si alleavano tra di loro, Bad News era un "cane sciolto"; che non rispettava nessuno - nemmeno gli altri heel - come dimostrò abbandonando la propria squadra durante le Survivor Series del 1988 e del 1989. Tra i momenti più memorabili della sua carriera in WWF, è d'obbligo segnalare la vittoria della Battle Royal di WrestleMania IV dove eliminò per ultimo Bret Hart, all'epoca anch'esso un heel, con un attacco a tradimento. Poi il breve feud con l'allora campione del mondo Randy Savage a inizio 1989, gli scontri con Roddy Piper e con Jake "The Snake" Roberts (dove Bad News si servì di un enorme ratto per contrastare il serpente di Jake) e l'aggressione ai danni del presidente WWF Jack Tunney durante una puntata del The Brother Love Show. Bad News ebbe anche un breve feud con Hulk Hogan e lo affrontò, senza però mai prevalere, in incontri con in palio il WWF Championship. Bad News Brown lasciò la WWF dopo SummerSlam 1990, accusando Vince McMahon di non aver mantenuto fede alla parola data, quando aveva promesso di farlo diventare il primo campione mondiale di colore della federazione.
Secondo quanto affermato da Dynamite Kid nella sua autobiografia, il cattivo carattere di Coage lo rese anche protagonista di un episodio spiacevole con André the Giant, che egli asseriva di aver sentito proferire un commento razzista durante un viaggio in pullman in un tour della New Japan Pro-Wrestling. Sentito il commento, Coage ordinò all'autista del bus di fermarsi immediatamente, scese giù e prese a male parole André sfidandolo seduta stante ad un combattimento uno contro uno. In uno dei rari casi nei quali il gigante si tirò indietro, André non si mosse dal sedile e in seguito si scusò personalmente con Coage.

### Carriera successiva (1990-1999)
Coage continuò a combattere in federazioni minori facenti parte del circuito indipendente per diversi altri anni, inclusa la federazione giapponese di shoot wrestling UWFi. Nel 1999 Coage si ritirò a causa di un infortunio ad un ginocchio. Negli ultimi anni lavorò come addetto alla sicurezza in un grande magazzino a Airdrie (Alberta).

### Morte
Coage è deceduto la mattina del 6 marzo 2007 al Rockyview Hospital di Calgary, essendovi stato portato d'urgenza dopo aver accusato forti dolori al petto. Morì pochi minuti dopo a causa di un infarto.
Il suo corpo venne sepolto negli Evergreen Memorial Gardens di Edmonton, Alberta.

## Personaggio

### Mossa finale
- Ghetto Blaster (Double leg enzuigiri)

## Titoli e riconoscimenti

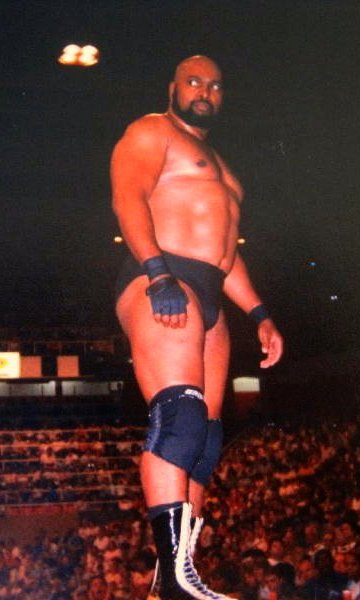
Bad News Brown, fine anni ottanta

### Judo
Giochi olimpici
- 1976 Medaglia di bronzo, Pesi massimi

Giochi panamericani
- 1967 Medaglia d'oro, Pesi massimi
- 1975 Medaglia d'oro, Pesi massimi

### Wrestling
Championship Wrestling from Florida
- NWA Florida Bahamian Championship (1)
- NWA Florida Heavyweight Championship (1)
- NWA Southern Heavyweight Championship (Florida Version) (1)

International Championship Wrestling
- ICW Heavyweight Championship (1)
- IWA Heavyweight Championship (1)

NWA Hollywood Wrestling
- NWA Americas Tag Team Championship (3) -  con Leroy Brown (1) e Victor Rivera (2)

NWA Polynesian Wrestling
- NWA Polynesian Pacific Heavyweight Championship (1)

Stampede Wrestling
- Stampede North American Heavyweight Championship (4)

World Wrestling Federation
- WrestleMania IV - Vincitore della Battle Royal a 20 uomini

Pro Wrestling Illustrated
- 187º tra i 500 migliori wrestler singoli nella "PWI Years" (2003)